# 王庸 (1900年)
王庸（1900年－1956年3月14日），字以中，江蘇無錫塘山鄉靡巷橋村人，中國歷史地理學者、中國地圖學史的開創者。

## 生平
王庸的父親是位半耕半讀的鄉村教師，共育有三子，王庸為老二，但長子與三子皆早逝，只剩王庸一人存活。王庸在南京高等師範學校畢業後，當了兩年教師，1925年進入北京清華學校國學研究所，1927年畢業後留所擔任助教。1929年，到上海暨南大學中國公學教書。1931年到北平圖書館，擔任編纂委員兼輿圖部準備。1936年後先後在浙江大學、國立師範學院、雲南大學、西南聯大、暨南大學、江南大學、河南大學、蘇州社教學院。1950年到南京圖書館任特藏部主任。1954年調任北京圖書館研究員兼輿圖組組長，同時兼任中國科學院地理研究所研究員。1956年3月14日因心臟病發逝於北京板廠胡同寓所中，享年56歲。

## 研究
王庸一生研究、著述主要集中於中國地理學史，著作包括《中國地理學史》、《中國地理圖籍考》、《中國地學論文索引初編、續編》、《中國地圖史綱》以及論文數十篇。

## 評價
中國歷史地理學者譚其驤認為《中國地理學史》與《中國地圖史綱》是王庸的代表作，《中國地理學史》是中國第一部地理學史專著；《中國地圖史綱》則開創了中國地圖史研究，因此譚其驤認為兩者「獨一無二」，且有「開創之功」。除此之外，在資料與論證方面，也有不容忽視的價值。
1. 1 2 3 4  王, 庸. . 北京: 生活・讀書・新知三聯書店. 1958.